# 2,4-二氯戊烷
2,4-二氯戊烷是一种有机化合物，化学式为C5H10Cl2。它可由2,4-戊二醇和氯化亚砜在吡啶和二甲基甲酰胺存在下反应制得。它和苯基溴化镁在催化下反应，可以得到2,4-二苯基戊烷。